# К'єтіль Рекдаль
К'єтіль Андре Рекдаль (норв. Kjetil Rekdal, нар. 6 листопада 1968, Фіксдал) — норвезький футболіст, що грав на позиції півзахисника. По завершенні ігрової кар'єри — футбольний тренер. Наразі очолює тренерський штаб команди «Волеренга».
Виступав, зокрема, за клуби «Молде», «Герта» та «Волеренга», а також національну збірну Норвегії. Як тренер — триразовий володар Кубка Норвегії, Чемпіон Норвегії.

## Клубна кар'єра
Народився 6 листопада 1968 року в місті Фіксдал. Вихованець футбольної школи клубу «Фіксдал/Рекдал».
У дорослому футболі дебютував 1985 року виступами за команду клубу «Молде», у якій провів чотири сезони, взявши участь у 75 матчах чемпіонату. Більшість часу, проведеного у складі «Молде», був основним гравцем команди. У складі «Молде» був одним з головних бомбардирів команди, маючи середню результативність на рівні 0,33 голу за гру першості.
У 1988 році К'єтіль перейшов у «Боруссію» з Менхенгладбаху, але провів за неї всього 9 матчів у Бундеслізі за два роки. У 1990 році Рекдал підписав контракт із бельгійським клубом «Льєрс». З 1990 по 1996 роки він став справжньою зіркою бельгійського чемпіонату: за 171 матч футболіст зумів забити 71 гол, тобто майже по одному голу за кожні дві зустрічі. Крім того, 1994 року він ненадовго на правах оренди повертався в «Молде», якому допоміг виграти національний кубок та повернутися до вищого дивізіону чемпіонату Норвегії.
У сезоні 1996/97 норвежець виступав за французький «Ренн», після чого перейшов до німецької «Герти». Відіграв за берлінський клуб наступні три сезони своєї ігрової кар'єри. Виступаючи у складі «Герти», також здебільшого виходив на поле в основному складі команди.
2000 року перейшов до клубу «Волеренга», за який відіграв 4 сезони, причому з 2001 року, після того як команда покинула елітний норвезький дивізіон, півзахисник був граючим тренером команди і у 2002 році вдруге у своїй кар'єрі виграв Кубок Норвегії. Завершив професійну кар'єру футболіста виступами за «Волеренгу» у 2004 році.

## Виступи за збірні
1984 року дебютував у складі юнацької збірної Норвегії, взяв участь у 22 іграх на юнацькому рівні, відзначившись 13 забитими голами.
Протягом 1987–1989 років його залучали до складу молодіжної збірної Норвегії. На молодіжному рівні зіграв у 11 офіційних матчах, забив 3 голи.
28 травня 1987 року дебютував в офіційних іграх у складі національної збірної Норвегії в товариському матчі проти збірної Італії.
У складі збірної був учасником двох чемпіонатів світу — 1994 року у США (3 матчі, 1 гол) та 1998 року у Франції (4 матчі, 1 гол).
Протягом кар'єри у національній команді, яка тривала 14 років, провів у формі головної команди країни 82 матчі, забивши 17 голів. Його останнім виступом за збірну був товариський матч в Осло зі Словаччиною (2:0) 27 травня 2000 року. Після цього він ще був включений в заявку збірної на чемпіонаті Європи 2000 року у Бельгії та Нідерландах, проте на поле вже не виходив.

## Кар'єра тренера
Розпочав тренерську кар'єру, ще продовжуючи грати на полі, 2001 року, очоливши тренерський штаб клубу «Волеренга». У першому ж сезоні його клуб здобув 1 місце у другому дивізіоні і повернувся в еліту, після чого протягом декількох сезонів «Волеренга» фінішувала у верхній частині турнірної таблиці, а також 2002 року здобула кубок Норвегії. У 2004 році Рекдаль привів «Волеренгу» до другого місця в чемпіонаті, програвши першу сходинку «Русенборгу» за різницею забитих і пропущених голів. У 2005 році він домігся свого: «Волеренга» вперше за 21 рік стала чемпіоном Норвегії, перервавши тринадцятирічну переможну серію «Русенборга».
21 серпня 2006 року керівництво клубу звільнило Х'єтіля за незадовільні результати. 21 листопада він призначений головним тренером в інший свій колишній клуб — «Льєрс». Коли Рекдаль прийшов в команду, «Льєрс» перебував у самому низу турнірної таблиці, набравши всього два очки за 15 матчів. До кінця сезону в них було вже 26 очок і клуб уникнув прямого вильоту з вищого дивізіону. Але в плей-оф чемпіонату Бельгії «Льєрс» зміг виграти лише три з шести матчів — команда опустилася у другий дивізіон, після чого норвезький фахівець покинув її.
У липні 2007 року Рекдаль став головним тренером «Кайзерслаутерна» з другої німецької Бундесліги. Проте вже 9 лютого 2008 року він був звільнений після того, як клуб опинився на шістнадцятому місці з трьома перемогами в дев'ятнадцяти матчах.
Того ж року Рекдаль повернувся до Норвегії і підписав контракт з «Олесунном». Він приєднався до команди в середині сезону, коли клуб знаходився внизу турнірної таблиці Вищої ліги. В серії плей-офф норвезького чемпіонату сезону 2008 року «Олесунн» домігся права участі в наступному сезоні Тіппеліги, обігравши клуб «Согндал» з рахунком 7:2 за сумою двох зустрічей. У 2009 році клуб під керівництвом Рекдаля досяг перших успіхів: у фіналі Кубку Норвегії «Олесунн» переміг «Мольде» в після серії пенальті. У 2010 році Рекдаль досяг найкращого результату в чемпіонаті для «Олесунна» — 4 місце в чемпіонаті, а 2011 знову виграв національний кубок.
На початку 2013 року Рекдаль знову очолив тренерський штаб команди «Волеренга».

## Статистика виступів

### Статистика клубних виступів
| Сезон                  | Клуб                   | Чемпіонат              | Чемпіонат | Чемпіонат | Національний кубок | Національний кубок | Національний кубок | Континентальні кубки | Континентальні кубки | Континентальні кубки | Суперкубок | Суперкубок | Суперкубок | Усього | Усього |
| Сезон                  | Клуб                   | Ліга                   | Ігор      | Голів     | Ліга               | Ігор               | Голів              | Ліга                 | Ігор                 | Голів                | Ліга       | Ігор       | Голів      | Ігор   | Голів  |
| ---------------------- | ---------------------- | ---------------------- | --------- | --------- | ------------------ | ------------------ | ------------------ | -------------------- | -------------------- | -------------------- | ---------- | ---------- | ---------- | ------ | ------ |
| 1985                   | «Молде»                | 1Д                     | 13        | 2         | КН                 | ?                  | ?                  | —                    | —                    | —                    | —          | —          | —          | ?      | ?      |
| 1986                   | «Молде»                | 1Д                     | 22        | 6         | КН                 | ?                  | ?                  | —                    | —                    | —                    | —          | —          | —          | ?      | ?      |
| 1987                   | «Молде»                | 1Д                     | 19        | 7         | КН                 | ?                  | ?                  | —                    | —                    | —                    | —          | —          | —          | ?      | ?      |
| 1988                   | «Молде»                | 1Д                     | 21        | 10        | КН                 | ?                  | ?                  | КУЄФА                | ?                    | ?                    | —          | —          | —          | ?      | ?      |
| 1988-89                | «Боруссія» М           | БЛ                     | 7         | 0         | КН                 | ?                  | ?                  | —                    | —                    | —                    | —          | —          | —          | ?      | ?      |
| 1989-90                | «Боруссія» М           | БЛ                     | 2         | 0         | КН                 | ?                  | ?                  | —                    | —                    | —                    | —          | —          | —          | ?      | ?      |
| Усього за «Боруссію» М | Усього за «Боруссію» М | Усього за «Боруссію» М | 9         | 0         |                    | ?                  | ?                  |                      | —                    | —                    |            | —          | —          | ?      | ?      |
| 1990-91                | «Льєрс»                | Д1                     | 29        | 11        | КБ                 | ?                  | ?                  | —                    | —                    | —                    | —          | —          | —          | ?      | ?      |
| 1991-92                | «Льєрс»                | Д1                     | 31        | 21        | КБ                 | ?                  | ?                  | —                    | —                    | —                    | —          | —          | —          | ?      | ?      |
| 1992-93                | «Льєрс»                | Д1                     | 33        | 13        | КБ                 | ?                  | ?                  | —                    | —                    | —                    | —          | —          | —          | ?      | ?      |
| 1993-94                | «Льєрс»                | Д1                     | 31        | 11        | КБ                 | ?                  | ?                  | —                    | —                    | —                    | —          | —          | —          | ?      | ?      |
| 1994                   | «Молде»                | АЛ (ІІ)                | 8         | 4         | КН                 | ?                  | ?                  | —                    | —                    | —                    | —          | —          | —          | ?      | ?      |
| Усього за «Молде»      | Усього за «Молде»      | Усього за «Молде»      | 83        | 29        |                    | ?                  | ?                  |                      | —                    | —                    |            | —          | —          | ?      | ?      |
| 1994-95                | «Льєрс»                | Д1                     | 23        | 3         | КБ                 | ?                  | ?                  | —                    | —                    | —                    | —          | —          | —          | ?      | ?      |
| 1995-96                | «Льєрс»                | Д1                     | 34        | 12        | КБ                 | ?                  | ?                  | КУЄФА                | 2                    | 0                    | —          | —          | —          | ?      | ?      |
| Усього за «Льєрс»      | Усього за «Льєрс»      | Усього за «Льєрс»      | 181       | 71        |                    | ?                  | ?                  |                      | 2                    | 0                    |            | —          | —          | ?      | ?      |
| 1996-97                | «Ренн»                 | Д1                     | 31        | 2         | КФ+КЛ              | ?+2                | ?+1                | —                    | —                    | —                    | —          | —          | —          | ?      | ?      |
| 1997-98                | «Герта»                | БЛ                     | 26        | 3         | КН                 | 2                  | 0                  | —                    | —                    | —                    | —          | —          | —          | ?      | ?      |
| 1998-99                | «Герта»                | БЛ                     | 24        | 1         | КН                 | 3                  | 0                  | —                    | —                    | —                    | —          | —          | —          | ?      | ?      |
| 1999-00                | «Герта»                | БЛ                     | 14        | 0         | КЛ+КН              | 1+1                | 0                  | ЛЧ                   | 4                    | 1                    | —          | —          | —          | ?      | ?      |
| Усього за «Герту»      | Усього за «Герту»      | Усього за «Герту»      | 64        | 4         |                    | 7                  | 0                  |                      | 4                    | 1                    |            | —          | —          | 75     | 5      |
| 2000                   | «Волеренга»            | ЕС                     | 26+2      | 6+1       | КН                 | 3                  | 2                  | КУЄФА                | 0                    | 0                    | —          | —          | —          | 31     | 9      |
| 2001                   | «Волеренга»            | 1Д (ІІ)                | 28        | 11        | КН                 | 2                  | 0                  | —                    | —                    | —                    | —          | —          | —          | 30     | 11     |
| 2002                   | «Волеренга»            | ЕС                     | 24        | 2         | КН                 | 5                  | 2                  | —                    | —                    | —                    | —          | —          | —          | 29     | 4      |
| 2003                   | «Волеренга»            | ЕС                     | 21+2      | 1+1       | КН                 | 5                  | 1                  | КУЄФА                | 6                    | 0                    | —          | —          | —          | 33     | 3      |
| 2004                   | «Волеренга»            | ЕС                     | 17        | 1         | КН                 | 2                  | 1                  | —                    | —                    | —                    | —          | —          | —          | 19     | 2      |
| Усього за «Волеренгу»  | Усього за «Волеренгу»  | Усього за «Волеренгу»  | 116+4     | 21+2      |                    | 17                 | 6                  |                      | 6                    | 0                    |            | —          | —          | 140    | 29     |
| Усього                 | Усього                 | Усього                 | 484+4     | 127+2     |                    | 26+                | 7+                 |                      | 12+                  | 1+                   |            | —          | —          | 526+   | 137+   |

### Статистика виступів за збірну
| Дата       | Місто                       | Господарі         | Результат | Гості             | Турнір               | Голи | Примітки |
| ---------- | --------------------------- | ----------------- | --------- | ----------------- | -------------------- | ---- | -------- |
| 28/05/1987 | Осло                        | Норвегія          | 0 – 0     | Італія            | товариський матч     | -    |          |
| 18/11/1987 | Анкара                      | Туреччина         | 0 – 0     | Норвегія          | Відбір до ОІ 1992    | -    |          |
| 19/10/1988 | Пескара                     | Італія            | 2 – 1     | Норвегія          | товариський матч     | -    |          |
| 04/11/1988 | Братислава                  | Чехословаччина    | 3 – 2     | Норвегія          | товариський матч     | -    |          |
| 02/05/1989 | Осло                        | Норвегія          | 0 – 3     | Польща            | товариський матч     | -    |          |
| 30/10/1991 | Сомбатгей                   | Угорщина          | 0 – 0     | Норвегія          | Відбір до ЧЄ 1992    | -    |          |
| 13/11/1991 | Генуя                       | Італія            | 1 – 1     | Норвегія          | Відбір до ЧЄ 1992    | -    |          |
| 07/01/1992 | Каїр                        | Єгипет            | 0 – 0     | Норвегія          | товариський матч     | -    |          |
| 29/04/1992 | Орхус                       | Данія             | 1 – 0     | Норвегія          | товариський матч     | -    |          |
| 13/05/1992 | Осло                        | Норвегія          | 2 – 0     | Фарерські острови | товариський матч     | -    |          |
| 03/06/1992 | Осло                        | Норвегія          | 0 – 0     | Шотландія         | товариський матч     | -    |          |
| 26/08/1992 | Осло                        | Норвегія          | 2 – 2     | Швеція            | товариський матч     | -    |          |
| 09/09/1992 | Осло                        | Норвегія          | 10 – 0    | Сан-Марино        | Відбір до ЧС 1994    | 2    |          |
| 23/09/1992 | Осло                        | Норвегія          | 2 – 1     | Нідерланди        | Відбір до ЧС 1994    | 1    |          |
| 07/10/1992 | Серравалле                  | Сан-Марино        | 0 – 2     | Норвегія          | Відбір до ЧС 1994    | -    |          |
| 14/10/1992 | Лондон                      | Англія            | 1 – 1     | Норвегія          | Відбір до ЧС 1994    | 1    |          |
| 10/02/1993 | Фару                        | Португалія        | 1 – 1     | Норвегія          | товариський матч     | -    |          |
| 30/03/1993 | Доха                        | Катар             | 1 – 6     | Норвегія          | товариський матч     | -    |          |
| 28/04/1993 | Осло                        | Норвегія          | 3 – 1     | Туреччина         | Відбір до ЧС 1994    | 1    |          |
| 02/06/1993 | Осло                        | Норвегія          | 2 – 0     | Англія            | Відбір до ЧС 1994    | -    |          |
| 09/06/1993 | Роттердам                   | Нідерланди        | 0 – 0     | Норвегія          | Відбір до ЧС 1994    | -    |          |
| 08/09/1993 | Осло                        | Норвегія          | 1 – 0     | США               | товариський матч     | -    |          |
| 22/09/1993 | Осло                        | Норвегія          | 1 – 0     | Польща            | Відбір до ЧС 1994    | -    |          |
| 13/10/1993 | Познань                     | Польща            | 0 – 3     | Норвегія          | Відбір до ЧС 1994    | -    |          |
| 10/11/1993 | Стамбул                     | Туреччина         | 1 – 2     | Норвегія          | Відбір до ЧС 1994    | -    |          |
| 15/01/1994 | Фінікс                      | США               | 2 – 1     | Норвегія          | товариський матч     | -    |          |
| 19/01/1994 | Сан-Дієго                   | Коста-Рика        | 0 – 0     | Норвегія          | товариський матч     | -    |          |
| 09/03/1994 | Кардіфф                     | Уельс             | 3 – 1     | Норвегія          | товариський матч     | -    |          |
| 20/04/1994 | Осло                        | Норвегія          | 0 – 0     | Португалія        | товариський матч     | -    |          |
| 22/05/1994 | Лондон                      | Англія            | 0 – 0     | Норвегія          | товариський матч     | -    |          |
| 05/06/1994 | Стокгольм                   | Швеція            | 2 – 0     | Норвегія          | товариський матч     | -    |          |
| 19/06/1994 | Вашингтон                   | Норвегія          | 1 – 0     | Мексика           | ЧС 1994 - 1-й етап   | 1    |          |
| 23/06/1994 | Нью-Йорк                    | Норвегія          | 0 – 1     | Італія            | ЧС 1994 - 1-й етап   | -    |          |
| 28/06/1994 | Нью-Йорк                    | Норвегія          | 0 – 0     | Ірландія          | ЧС 1994 - 1-й етап   | -    |          |
| 07/09/1994 | Осло                        | Норвегія          | 1 – 0     | Білорусь          | Відбір до ЧЄ 1996    | -    |          |
| 12/10/1994 | Осло                        | Норвегія          | 1 – 1     | Нідерланди        | Відбір до ЧЄ 1996    | 1    |          |
| 16/11/1994 | Мінськ                      | Білорусь          | 0 – 4     | Норвегія          | Відбір до ЧЄ 1996    | 1    |          |
| 14/12/1994 | Валлетта                    | Мальта            | 0 – 1     | Норвегія          | Відбір до ЧЄ 1996    | -    |          |
| 29/03/1995 | Люксембург                  | Люксембург        | 0 – 2     | Норвегія          | Відбір до ЧЄ 1996    | -    |          |
| 29/04/1995 | Осло                        | Норвегія          | 5 – 0     | Люксембург        | Відбір до ЧЄ 1996    | 1    |          |
| 25/05/1995 | Осло                        | Норвегія          | 3 – 2     | Гана              | товариський матч     | 1    |          |
| 07/06/1995 | Осло                        | Норвегія          | 2 – 0     | Мальта            | Відбір до ЧЄ 1996    | -    |          |
| 22/07/1995 | Осло                        | Норвегія          | 0 – 0     | Франція           | товариський матч     | -    |          |
| 06/09/1995 | Прага                       | Чехія             | 2 – 0     | Норвегія          | Відбір до ЧЄ 1996    | -    |          |
| 11/10/1995 | Осло                        | Норвегія          | 0 – 0     | Англія            | товариський матч     | -    |          |
| 15/11/1995 | Роттердам                   | Нідерланди        | 3 – 0     | Норвегія          | Відбір до ЧЄ 1996    | -    |          |
| 07/02/1996 | Лас-Пальмас-де-Гран-Канарія | Іспанія           | 1 – 0     | Норвегія          | товариський матч     | -    |          |
| 27/03/1996 | Белфаст                     | Північна Ірландія | 2 – 0     | Норвегія          | товариський матч     | -    |          |
| 24/04/1996 | Осло                        | Норвегія          | 0 – 0     | Іспанія           | товариський матч     | -    |          |
| 02/06/1996 | Осло                        | Норвегія          | 5 – 0     | Азербайджан       | Відбір до ЧС 1998    | -    |          |
| 01/09/1996 | Осло                        | Норвегія          | 1 – 0     | Грузія            | Відбір до ЧС 1998    | -    |          |
| 09/10/1996 | Осло                        | Норвегія          | 3 – 0     | Угорщина          | Відбір до ЧС 1998    | 3    |          |
| 10/11/1996 | Берн                        | Швейцарія         | 0 – 1     | Норвегія          | Відбір до ЧС 1998    | -    |          |
| 29/03/1997 | Дубай                       | ОАЕ               | 1 – 4     | Норвегія          | товариський матч     | -    |          |
| 30/04/1997 | Осло                        | Норвегія          | 1 – 1     | Фінляндія         | Відбір до ЧС 1998    | -    |          |
| 30/05/1997 | Осло                        | Норвегія          | 4 – 2     | Бразилія          | товариський матч     | -    |          |
| 08/06/1997 | Будапешт                    | Угорщина          | 1 – 1     | Норвегія          | Відбір до ЧС 1998    | -    |          |
| 20/07/1997 | Рейк'явік                   | Ісландія          | 0 – 1     | Норвегія          | товариський матч     | -    |          |
| 20/08/1997 | Гельсінкі                   | Фінляндія         | 0 – 4     | Норвегія          | Відбір до ЧС 1998    | -    |          |
| 06/09/1997 | Баку                        | Азербайджан       | 0 – 1     | Норвегія          | Відбір до ЧС 1998    | -    |          |
| 10/09/1997 | Осло                        | Норвегія          | 5 – 0     | Швейцарія         | Відбір до ЧС 1998    | -    |          |
| 08/10/1997 | Осло                        | Норвегія          | 0 – 0     | Колумбія          | товариський матч     | -    |          |
| 22/04/1998 | Копенгаген                  | Данія             | 0 – 2     | Норвегія          | товариський матч     | -    |          |
| 20/05/1998 | Осло                        | Норвегія          | 5 – 2     | Мексика           | товариський матч     | -    |          |
| 27/05/1998 | Молде                       | Норвегія          | 6 – 0     | Саудівська Аравія | товариський матч     | 1    |          |
| 10/06/1998 | Монпельє                    | Норвегія          | 2 – 2     | Марокко           | ЧС 1998 - 1-й етап   | -    |          |
| 16/06/1998 | Бордо                       | Норвегія          | 1 – 1     | Шотландія         | ЧС 1998 - 1-й етап   | -    |          |
| 23/06/1998 | Марсель                     | Норвегія          | 2 – 1     | Бразилія          | ЧС 1998 - 1-й етап   | 1    |          |
| 27/06/1998 | Марсель                     | Норвегія          | 0 – 1     | Італія            | ЧС 1998 - 1/8 фіналу | -    |          |
| 19/08/1998 | Осло                        | Норвегія          | 0 – 0     | Румунія           | товариський матч     | -    |          |
| 06/09/1998 | Осло                        | Норвегія          | 1 – 3     | Латвія            | Відбір до ЧЄ 2000    | -    |          |
| 10/10/1998 | Осло                        | Норвегія          | 2 – 1     | Словенія          | Відбір до ЧЄ 2000    | 1    |          |
| 14/10/1998 | Осло                        | Норвегія          | 2 – 2     | Албанія           | Відбір до ЧЄ 2000    | 1    |          |
| 18/11/1998 | Каїр                        | Єгипет            | 1 – 1     | Норвегія          | товариський матч     | -    |          |
| 10/02/1999 | Піза                        | Італія            | 0 – 0     | Норвегія          | товариський матч     | -    |          |
| 20/05/1999 | Осло                        | Норвегія          | 6 – 0     | Ямайка            | товариський матч     | -    |          |
| 20/05/1999 | Осло                        | Норвегія          | 1 – 0     | Грузія            | Відбір до ЧЄ 2000    | -    |          |
| 05/06/1999 | Тирана                      | Албанія           | 1 – 2     | Норвегія          | Відбір до ЧЄ 2000    | -    |          |
| 14/11/1999 | Осло                        | Норвегія          | 0 – 1     | Німеччина         | товариський матч     | -    |          |
| 23/02/2000 | Стамбул                     | Туреччина         | 0 – 2     | Норвегія          | товариський матч     | -    |          |
| 26/04/2000 | Осло                        | Норвегія          | 0 – 2     | Бельгія           | товариський матч     | -    |          |
| 27/05/2000 | Осло                        | Норвегія          | 2 – 0     | Словаччина        | товариський матч     | -    |          |
| Усього     |                             | Матчів            | 82        |                   | Голів                | 17   |          |

## Титули і досягнення

### Як гравця
- Володар Кубка Норвегії (2):

«Молде»: 1994
«Волеренга»: 2002

### Як тренера
- Володар Кубка Норвегії (3):

«Волеренга»: 2002
«Олесунн»: 2009, 2011
- Чемпіон Норвегії (1):

«Волеренга»: 2005